# Moselle Open 2019 - Qualificazioni singolare
Le qualificazioni del singolare del Moselle Open 2019 sono state un torneo di tennis preliminare per accedere alla fase finale della manifestazione. I vincitori dell'ultimo turno sono entrati di diritto nel tabellone principale. In caso di ritiro di uno o più giocatori aventi diritto a questi sono subentrati i lucky loser, ossia i giocatori che hanno perso nell'ultimo turno ma che avevano una classifica più alta rispetto agli altri partecipanti che avevano comunque perso nel turno finale.

## Teste di serie
1. Marcel Granollers (qualificato)
2. Matthias Bachinger (ultimo turno)
3. Yannick Maden (qualificato)
4. Oscar Otte (qualificato)

1. Nicolas Mahut (ultimo turno)
2. Maxime Janvier (ultimo turno)
3. Constant Lestienne (primo turno)
4. Adrián Menéndez Maceiras (ultimo turno)

## Qualificati
1. Marcel Granollers
2. Julian Lenz

1. Yannick Maden
2. Oscar Otte

## Tabellone

### Legenda
| - Q = Qualificato - WC = Wild card - LL = Lucky loser | - ALT = Alternate - SE = Special Exempt - PR = Protected Ranking | - w/o = Walkover - r = Ritirato - d = Squalificato |

### Sezione 1
|  | Primo turno | Primo turno              | Primo turno       | Primo turno | Primo turno |  |  | Ultimo turno | Ultimo turno             | Ultimo turno             | Ultimo turno | Ultimo turno |  |
|  |             |                          |                   |             |             |  |  |              |                          |                          |              |              |  |
|  | 1           | Marcel Granollers        | Marcel Granollers | 6           | 6           |  |  |              |                          |                          |              |              |  |
|  | WC          | Albano Olivetti          | Albano Olivetti   | 4           | 2           |  |  | 1            | Marcel Granollers        | Marcel Granollers        | 6            | 6            |  |
|  | WC          | Harold Mayot             | 6                 | 3           | 65          |  |  | 8            | Adrián Menéndez Maceiras | Adrián Menéndez Maceiras | 3            | 2            |  |
|  | 8           | Adrián Menéndez Maceiras | 3                 | 6           | 7           |  |  |              |                          |                          |              |              |  |

### Sezione 2
|  | Primo turno | Primo turno        | Primo turno | Primo turno | Primo turno |  |  | Ultimo turno | Ultimo turno       | Ultimo turno       | Ultimo turno | Ultimo turno |  |
|  |             |                    |             |             |             |  |  |              |                    |                    |              |              |  |
|  | 2           | Matthias Bachinger | 4           | 6           | 6           |  |  |              |                    |                    |              |              |  |
|  |             | Lucas Miedler      | 6           | 4           | 3           |  |  | 2            | Matthias Bachinger | Matthias Bachinger | 4            | 4            |  |
|  |             | Julian Lenz        | 4           | 6           | 7           |  |  |              | Julian Lenz        | Julian Lenz        | 6            | 6            |  |
|  | 7           | Constant Lestienne | 6           | 3           | 5           |  |  |              |                    |                    |              |              |  |

### Sezione 3
|  | Primo turno | Primo turno      | Primo turno      | Primo turno | Primo turno |  |  | Ultimo turno | Ultimo turno  | Ultimo turno  | Ultimo turno | Ultimo turno |  |
|  |             |                  |                  |             |             |  |  |              |               |               |              |              |  |
|  | 3           | Yannick Maden    | Yannick Maden    | 6           | 6           |  |  |              |               |               |              |              |  |
|  | Alt         | Manuel Guinard   | Manuel Guinard   | 4           | 0           |  |  | 3            | Yannick Maden | Yannick Maden | 6            | 7            |  |
|  |             | Tristan Lamasine | Tristan Lamasine | 4           | 6           |  |  | 5            | Nicolas Mahut | Nicolas Mahut | 3            | 64           |  |
|  | 5           | Nicolas Mahut    | Nicolas Mahut    | 6           | 7           |  |  |              |               |               |              |              |  |

### Sezione 4
|  | Primo turno | Primo turno     | Primo turno     | Primo turno | Primo turno |  |  | Ultimo turno | Ultimo turno   | Ultimo turno | Ultimo turno | Ultimo turno |  |
|  |             |                 |                 |             |             |  |  |              |                |              |              |              |  |
|  | 4           | Oscar Otte      | Oscar Otte      | 7           | 6           |  |  |              |                |              |              |              |  |
|  | Alt         | Artem Dubrivnyy | Artem Dubrivnyy | 63          | 3           |  |  | 4            | Oscar Otte     | 2            | 6            | 6            |  |
|  |             | Miša Zverev     | 63              | 0           | r           |  |  | 6            | Maxime Janvier | 6            | 3            | 2            |  |
|  | 6           | Maxime Janvier  | 7               | 2           |             |  |  |              |                |              |              |              |  |